# Ateuchus mutilatum
Ateuchus mutilatum är en skalbaggsart som beskrevs av Edgar von Harold 1867. Ateuchus mutilatum ingår i släktet Ateuchus och familjen bladhorningar. Inga underarter finns listade.